# Lijst van doges van Venetië
Dit is een lijst van doges, leiders van de republiek Venetië. De jaartallen zijn hun ambtsaanvaarding en ambtseinde.
| Nr. | Doge | Doge                     | Periode   | Wapenschild | Opmerkingen |
| --- | ---- | ------------------------ | --------- | ----------- | --- |
| 1 |      | Paolo Lucio Anafesto     | 697-717   |             | Legendarisch. |
| 2 |      | Marcello Tegalliano      | 717-726   |             | Legendarisch. |
| 3 |      | Orso Ipato               | 726-737   |             | Vermoord. |
| De macht van de doge werd afgeschaft door de Byzantijnen na de dood van Orso Ipato. Venetië wordt bestuurd door een magister militum de 5 jaar daarna: Domenico Leone (738), Felice Corniola (739), Teodato Ipato (740), Gioviano Cepanico (741) et Giovanni Fabriciaco (742). Fabriciaco werd afgezet, blind gemaakt en verbannen gevolgd door een opstand. Vervolgens kennen de Byzantijnen de Venetianen het recht toe om een doge te verkiezen. |      |                          |           |             | |
| 4 |      | Teodato Ipato            | 742-755   |             | Zoon van Orso, magister militum in 740. Afgezet, blind gemaakt en verbannen in 755. |
| 5 |      | Galla Gaulo              | 755-756   |             | Greep de macht na het verraden van Teodato Ipato. Afgezet, blind gemaakt en een jaar later verbannen. |
| 6 |      | Domenico Monegario       | 756-764   |             | Verkozen met de steun van de Longobarden. Afgezet, blind gemaakt en verbannen. |
| 7 |      | Maurizio Galbaio         | 764-787   |             | Regeerde samen met zijn zoon Giovanni vanaf 778/779. |
| 8 |      | Giovanni Galbaio         | 787-804   |             | Zoon van Maurizio. Afgezet. |
| 9 |      | Obelerio Antenoreo       | 804-809   |             | Regeerde met zijn broer Beato. Afgezet. |
| 10 |      | Angelo Partecipazio      | 809-827   |             | Eerste doge na de Vrede van Aken (812), wat een modus vivendi betekende tussen het Karolingische Rijk en het Byzantijnse Rijk (waartoe Venetië behoorde). Hij was van de familie Partecipazio en regeerde samen met zijn jongste zoon Giovanni tot 818, daarna met zijn oudste zoon Giustiniano tot zijn dood. |
| 11 |      | Giustiniano Partecipazio | 827-829   |             | Zoon van Angelo. |
| 12 |      | Giovanni I Partecipazio  | 829-837   |             | Zoon van Angelo en jongere broer van Giustiniano. |
| 13 |      | Pietro Tradonico         | 837-864   |             | Regeerde samen met zijn zoon Giovanni, die voor hem stierf. Vermoord. |
| 14 |      | Orso I Partecipazio      | 864-881   |             | Kleinzoon van Angelo. Regeerde samen met zijn zoon Giovanni, die hem opvolgde. |
| 15 |      | Giovanni II Partecipazio | 881-887   |             | Zoon van Orso I. Regeerde samen met zijn zoon Pietro, die voor hem stierf. Afgetreden door gezondheidsredenen, stierf kort daarna. |
| 16 |      | Pietro I Candiano        | 887-888   |             | Gedood door piraten uit Paganië. |
| 17 |      | Pietro Tribuno           | 888-912   |             | |
| 18 |      | Orso II Participazio     | 912-932   |             | |
| 19 |      | Pietro II Candiano       | 932-939   |             | Zoon van Pietro I |
| 20 |      | Pietro Partecipazio      | 939-942   |             | Zoon van Orso II. |
| 21 |      | Pietro III Candiano      | 942-959   |             | Zoon van Pietro II. Afgezet. |
| 22 |      | Pietro IV Candiano       | 959-976   |             | Zoon van Pietro III. Afgetreden, stierf kort daarna. |
| 23 |      | Pietro I Orseolo         | 976-978   |             | Afgetreden om monnik te worden. Heilig verklaard in 1731. |
| 24 |      | Vitale Candiano          | 978-979   |             | Zoon van Pietro III en broer van Pietro IV. Afgetreden, stierf kort daarna. |
| 25 |      | Tribuno Memmo            | 979-991   |             | |
| 26 |      | Pietro II Orseolo        | 991-1009  |             | Regeerde samen met zijn oudste zoon Giovanni van 1004 tot 1007, daarna met zijn tweede zoon Ottone van 1007 tot 1009. |
| 27 |      | Ottone Orseolo           | 1009-1026 |             | Afgezet. |
| 28 |      | Pietro Barbolano         | 1026-1030 |             | Afgezet. |
| Na de afzetting van Pietro Barbolano wordt Orso Orseolo aangesteld als regent (1030-1031). Vervolgens verkiest de familie Orseolo Domenico Orseolo als doge. Na de legitieme verkiezing van Domenico Flabanico vlucht Domenico Orseolo weg uit Venetië. |      |                          |           |             | |
| 29 |      | Domenico Flabanico       | 1032-1043 |             | |
| 30 |      | Domenico I Contarini     | 1043-1071 |             | |
| 31 |      | Domenico Selvo           | 1071-1084 |             | Afgetreden. |
| 32 |      | Vitale Falier            | 1084-1096 |             | |
| 33 |      | Vitale I Michiel         | 1096-1102 |             | |
| 34 |      | Ordelaffo Falier         | 1102-1117 |             | Gedood in Zara tijdens een expeditie tegen de Hongaren. |
| 35 |      | Domenico Michiel         | 1117-1130 |             | Afgetreden en stierf enkele dagen later. |
| 36 |      | Pietro Polani            | 1130-1148 |             | |
| 37 |      | Domenico Morosini        | 1148-1156 |             | |
| 38 |      | Vitale II Michiel        | 1156-1172 |             | Vermoord tijdens een opstand. |
| 39 |      | Sebastiano Ziani         | 1172-1178 |             | |
| 40 |      | Orio Mastropiero         | 1178-1192 |             | Afgetreden om zich terug te trekken in het klooster van Santa Croce. |
| 41 |      | Enrico Dandolo           | 1192-1205 |             | Onder zijn regeerperiode zorgt de Vierde Kruistocht voor talloze gebiedsverwervingen in het oostelijke Middellandse Zeegebied. |
| 42 |      | Pietro Ziani             | 1205-1229 |             | Zoon van Sebastiano. Afgetreden. |
| 43 |      | Jacopo Tiepolo           | 1229-1249 |             | Afgetreden. |
| 44 |      | Marino Morosini          | 1249-1252 |             | |
| 45 |      | Renier Zen               | 1252-1268 |             | |
| 46 |      | Lorenzo Tiepolo          | 1268-1275 |             | Zoon van Jacopo. |
| 47 |      | Jacopo Contarini         | 1275-1280 |             | Afgetreden. |
| 48 |      | Giovanni Dandolo         | 1280-1289 |             | |
| 49 |      | Pietro Gradenigo         | 1289-1311 |             | |
| 50 |      | Marino Zorzi             | 1311-1312 |             | |
| 51 |      | Giovanni Soranzo         | 1312-1328 |             | |
| 52 |      | Francesco Dandolo        | 1329-1339 |             | |
| 53 |      | Bartolomeo Gradenigo     | 1339-1342 |             | |
| 54 |      | Andrea Dandolo           | 1343-1354 |             | |
| 55 |      | Marino Faliero           | 1354-1355 |             | Geëxecuteerd wegens hoogverraad. |
| 56 |      | Giovanni Gradenigo       | 1355-1356 |             | |
| 57 |      | Giovanni Dolfin          | 1356-1361 |             | |
| 58 |      | Lorenzo Celsi            | 1361-1365 |             | |
| 59 |      | Marco Corner             | 1365-1368 |             | |
| 60 |      | Andrea Contarini         | 1368-1382 |             | |
| 61 |      | Michele Morosini         | 1382      |             | Stierf aan de pest enkele maanden na zijn verkiezing. |
| 62 |      | Antonio Venier           | 1382-1400 |             | |
| 63 |      | Michele Sten             | 1400-1413 |             | |
| 64 |      | Tommaso Mocenigo         | 1414-1423 |             | |
| 65 |      | Francesco Foscari        | 1423-1457 |             | Afgetreden onder druk van de Consiglio dei Dieci, een paar weken later gestorven. |
| 66 |      | Pasquale Malipiero       | 1457-1462 |             | |
| 67 |      | Cristoforo Moro          | 1462-1471 |             | |
| 68 |      | Nicolò Tron              | 1471-1473 |             | |
| 69 |      | Nicolò Marcello          | 1473-1474 |             | |
| 70 |      | Pietro Mocenigo          | 1474-1476 |             | |
| 71 |      | Andrea Vendramin         | 1476-1478 |             | |
| 72 |      | Giovanni Mocenigo        | 1478-1485 |             | Broer van Pietro. |
| 73 |      | Marco Barbarigo          | 1485-1486 |             | |
| 74 |      | Agostino Barbarigo       | 1486-1501 |             | Broer van Marco. |
| 75 |      | Leonardo Loredan         | 1501-1521 |             | |
| 76 |      | Antonio Grimani          | 1521-1523 |             | |
| 77 |      | Andrea Gritti            | 1523-1538 |             | |
| 78 |      | Pietro Lando             | 1538-1545 |             | |
| 79 |      | Francesco Donà           | 1545-1553 |             | |
| 80 |      | Marcantonio Trevisan     | 1553-1554 |             | |
| 81 |      | Francesco Venier         | 1554-1556 |             | |
| 82 |      | Lorenzo Priuli           | 1556-1559 |             | |
| 83 |      | Girolamo Priuli          | 1559-1567 |             | |
| 84 |      | Pietro Loredan           | 1567-1570 |             | |
| 85 |      | Alvise I Mocenigo        | 1570-1577 |             | |
| 86 |      | Sebastiano Venier        | 1577-1578 |             | |
| 87 |      | Nicolò da Ponte          | 1578-1585 |             | |
| 88 |      | Pasquale Cicogna         | 1585-1595 |             | |
| 89 |      | Marino Grimani           | 1595-1605 |             | |
| 90 |      | Leonardo Donà            | 1606-1612 |             | |
| 91 |      | Marcantonio Memmo        | 1612-1615 |             | |
| 92 |      | Giovanni Bembo           | 1615-1618 |             | |
| 93 |      | Nicolò Donà              | 1618      |             | Een van de kortste regeerperioden in de geschiedenis van Venetië: 35 dagen. |
| 94 |      | Antonio Priuli           | 1618-1623 |             | |
| 95 |      | Francesco Contarini      | 1623-1624 |             | |
| 96 |      | Giovanni I Corner        | 1625-1629 |             | |
| 97 |      | Nicolò Contarini         | 1630-1631 |             | |
| 98 |      | Francesco Erizzo         | 1631-1646 |             | Begin Kretenzische Oorlog in 1645. |
| 99 |      | Francesco Molin          | 1646-1655 |             | |
| 100 |      | Carlo Contarini          | 1655-1656 |             | |
| 101 |      | Francesco Corner         | 1656      |             | Kortste regeerperiode in de geschiedenis van Venetië: 20 dagen. |
| 102 |      | Bertuccio Valier         | 1656-1658 |             | |
| 103 |      | Giovanni Pesaro          | 1658-1659 |             | |
| 104 |      | Domenico II Contarini    | 1659-1675 |             | Venetië verliest Kreta in 1669 na het beleg van Kreta. |
| 105 |      | Nicolò Sagredo           | 1675-1676 |             | |
| 106 |      | Alvise Contarini         | 1676-1684 |             | |
| 107 |      | Marcantonio Giustinian   | 1684-1688 |             | |
| 108 |      | Francesco Morosini       | 1688-1694 |             | Vecht persoonlijk mee in de oorlog van Morea, sterft in Nauplia. |
| 109 |      | Silvestro Valier         | 1694-1700 |             | |
| 110 |      | Alvise II Mocenigo       | 1700-1709 |             | |
| 111 |      | Giovanni II Corner       | 1709-1722 |             | |
| 112 |      | Alvise III Mocenigo      | 1722-1732 |             | |
| 113 |      | Carlo Ruzzini            | 1732-1735 |             | |
| 114 |      | Alvise Pisani            | 1735-1741 |             | |
| 115 |      | Pietro Grimani           | 1741-1752 |             | |
| 116 |      | Francesco Loredan        | 1752-1762 |             | |
| 117 |      | Marco Foscarini          | 1762-1763 |             | |
| 118 |      | Alvise IV Mocenigo       | 1763-1778 |             | |
| 119 |      | Paolo Renier             | 1779-1789 |             | |
| 120 |      | Ludovico Manin           | 1789-1797 |             | Afgetreden na de inval van de Napoleontische troepen. Op 18 oktober 1797 wordt het Verdrag van Campo-Formio getekend tussen Frankrijk en Oostenrijk waarbij de Venetiaanse gebieden worden verdeeld onder beiden.                                                                                              |